# 트라고디아
트라고디아 Tragodia는 그리스어로 염소 Tragos와 노래 Oda(또는 Oide)가 합쳐진 단어로 염소를 제물로 바칠 때 하는 노래이다.
제사의 주신이며 포도의 신(포도 농사 관장의 생산의 신) 디오뉘소스가 관장하며 아테네 축제(3월, 4월 경) 때 아르테미스를 기리며 사냥 시작을 알리는 '에라페볼리온'달로 "사슴을 쏘아 맞히는 달"에 농사를 주관하는 신들에게 제사를 지낼 때 부르는 노래로 일종의 종교의식으로 정화의식(제물을 바치는 행위 : 그리스어로 카타르시스 Catharsis)으로 죄사함을 목적삼는다.
그리스의 정화의식은 아테네 시민들의 염원을 담아 신에게 기도를 드리는 제전으로 아테네 국가 제사 (축제)중 하나이다.